# 戴州
戴州，隋朝时设置的州。
开皇时置，治所在成武县（今山东省成武县）。大业初年废。唐朝武德四年（621年），又以成武县及宋州的单父县、楚丘县复置，并置高乡、凿城二县，寻省高乡、凿城入单父。武德五年（622年），把金州的金乡县、方与县改属戴州，戴州改治金乡县（今山东省金乡县）。貞觀元年（627年），把郓州的乘丘县、巨野县改属戴州，贞观八年（643年），废乘丘县，贞观十七年（643年），废戴州，成武县归属曹州，金乡县、方与县归属兖州，单父县、楚丘县归属宋州，巨野县归属郓州。 
戴州刺史
- 孟噉鬼（621年）
- 贾崇（640年）